# Starry Wish
〈Starry Wish〉(스타리 위시, スターリー・ウィッシュ 스타리 윗슈[*])는 일본의 성우 · 가수인 미나세 이노리의 세 번째 싱글이다. 2016년 11월 9일에 킹레코드에서 발매됐다.

## 개요
초기 로트에는 초도 특전으로 특제 트레이딩 카드가 봉입됐다.
타이틀 곡은 2016년 10월부터 방송되고 있는, 후카 레벤톤 역을 맡고 있는 《마법소녀 리리컬 나노하 시리즈》의 제5기가 되는 TV 애니메이션 《ViVid Strike!》의 닫는 곡이며, 미나세 이노리의 첫 TV 애니메이션 타이업 곡이다.
커플링 곡 〈여름의 약속〉은 여성용 콘텐츠 제작 기업 Rejet가 맡는 시추에이션 CD “√HAPPY+SUGAR=DARLING 시리즈”의 ‘√HAPPY+SUGAR=VACATION’의 주제가가 되고 있다.
커플링 곡 〈MELODY FLAG〉는 분카 방송에서 2016년 10월 2일에 방송이 시작된 정규 라디오 프로그램 《미나세 이노리 MELODY FLAG》의 테마송이 되고 있다.

## 수록곡
| #            | 제목                       | 작사         | 작곡          | 편곡  | 재생 시간 |
| ------------ | -------------------------- | ------------ | ------------- | ----- | --------- |
| 1.           | 〈Starry Wish〉            | nozomi       | KOUGA, nozomi | 4:07  |           |
| 2.           | 〈여름의 약속〉 (夏の約束) | 쿠시타 마인  | kayoko        | 4:10  |           |
| 3.           | 〈MELODY FLAG〉            | 나카노 료타  | 나카노 료타   | 4:45  |           |
| 총 재생 시간 | 총 재생 시간               | 총 재생 시간 | 총 재생 시간  | 13:03 |           |

## 발매일
| 국가     | 발매일           | 포맷            | 레이블     |
| -------- | ---------------- | --------------- | ---------- |
| 일본     | 2016년 11월 9일  | CD, 디지털 음원 | 킹레코드   |
| 대한민국 | 2016년 11월 11일 | 디지털 음원     | 씨앤엘뮤직 |

## 차트
| 차트 (2016년)                     | 최고 순위 | 비고  |
| --------------------------------- | --------- | ----- |
| 일본 오리콘 주간 CD 싱글 차트     | 8         | [ 5 ] |
| Billboard Japan Hot 100           | 13        | [ 6 ] |
| Billboard Japan Hot Animation     | 6         | [ 7 ] |
| Billboard Japan Hot Singles Sales | 12        | [ 8 ] |